# Ejército Restaurador del Perú
El Ejército Restaurador del Perú fue un ejército conformado por peruanos contrarios al establecimiento de la Confederación Perú-Boliviana que acusaban al presidente boliviano Andrés de Santa Cruz de haber invadido y dividido el Perú con el apoyo del presidente peruano Luis José de Orbegoso a quien sus opositores no reconocían como tal. 
Posteriormente los restauradores peruano formaron junto con el ejército de Chile el Ejército Unido Restaurador.
El primero en usar esta denominación fue el general Felipe Santiago Salaverry durante la guerra contra Santa Cruz y Orbegozo, a la derrota y muerte de este el mando pasó al mariscal Agustín Gamarra, con el título de Presidente Provisorio de la República Peruana. (este título era aceptado por parte de los restauradores, no así por los confederados que tenían a Santa Cruz y a sus respectivos presidentes estatales).
La misión del ejército fue restaurar la unidad del Perú previa al establecimiento de la Confederación.

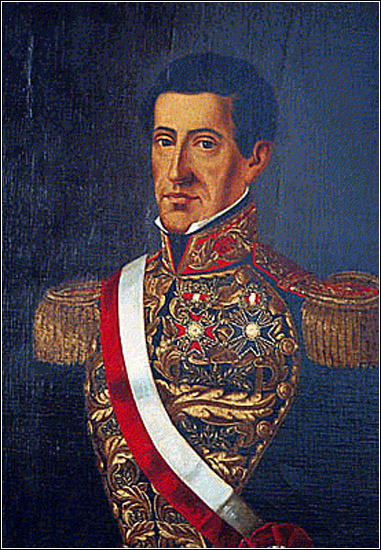
Agustín Gamarra, Presidente Provisorio de la República Peruana.

## Integrantes
La mayor parte de los oficiales fueron jefes deportados por partidarios de Andrés de Santa Cruz como Agustín Gamarra, Ramón Castilla, Manuel Ignacio de Vivanco, Felipe Pardo y Aliaga y Antonio Gutiérrez de la Fuente, junto a tropas separatistas del Perú como el Batallón Huaylas y el Cazadores del Perú.
Junto al Ejército y la Armada de Chile conformaron el Ejército Unido Restaurador, citado anteriormente.
La organización de logística, pertrechos y medicinas de los restauradores fue encargada a La Fuente.

## Homenaje
La derrota de la Confederación Perú-Boliviana ocurrió en el poblado de Villa de Yungay, en el Departamento de Huaylas. 
En recuerdo a esta victoria, el Departamento de Huaylas tomaría el nombre de Departamento de Ancash, nombre como se le conoce en la actualidad.
Posteriormente el término volvió a ser utilizado durante las revoluciones peruanas donde uno de los bandos llamaba restauración a la causa por ellos defendida, tal fue el caso de la revolución encabezada por el general Mariano Ignacio Prado en 1865.